# Peckoltia
Peckoltia Miranda Ribeiro, 1912 è un genere di pesci di acqua dolce appartenenti alla famiglia Loricariidae ed alla sottofamiglia Hypostominae provenienti dal Sud America.

## Descrizione
Presentano un corpo compresso sull'addome, di una colorazione mimetica, spesso a fasce chiare e scure. Le scaglie non sono evidenti come in altri generi come Pterygoplichthys. La specie di dimensioni maggiori è P. feldbergae, che raggiunge i 17,1 cm.

## Tassonomia
In questo genere sono riconosciute 16 specie:
- Peckoltia bachi
- Peckoltia braueri
- Peckoltia brevis
- Peckoltia caenosa
- Peckoltia capitulata
- Peckoltia cavatica
- Peckoltia compta
- Peckoltia feldbergae
- Peckoltia furcata
- Peckoltia lineola
- Peckoltia multispinis
- Peckoltia oligospila
- Peckoltia otali
- Peckoltia simulata
- Peckoltia vermiculata
- Peckoltia vittata